# Club de Remo Cabo de Cruz

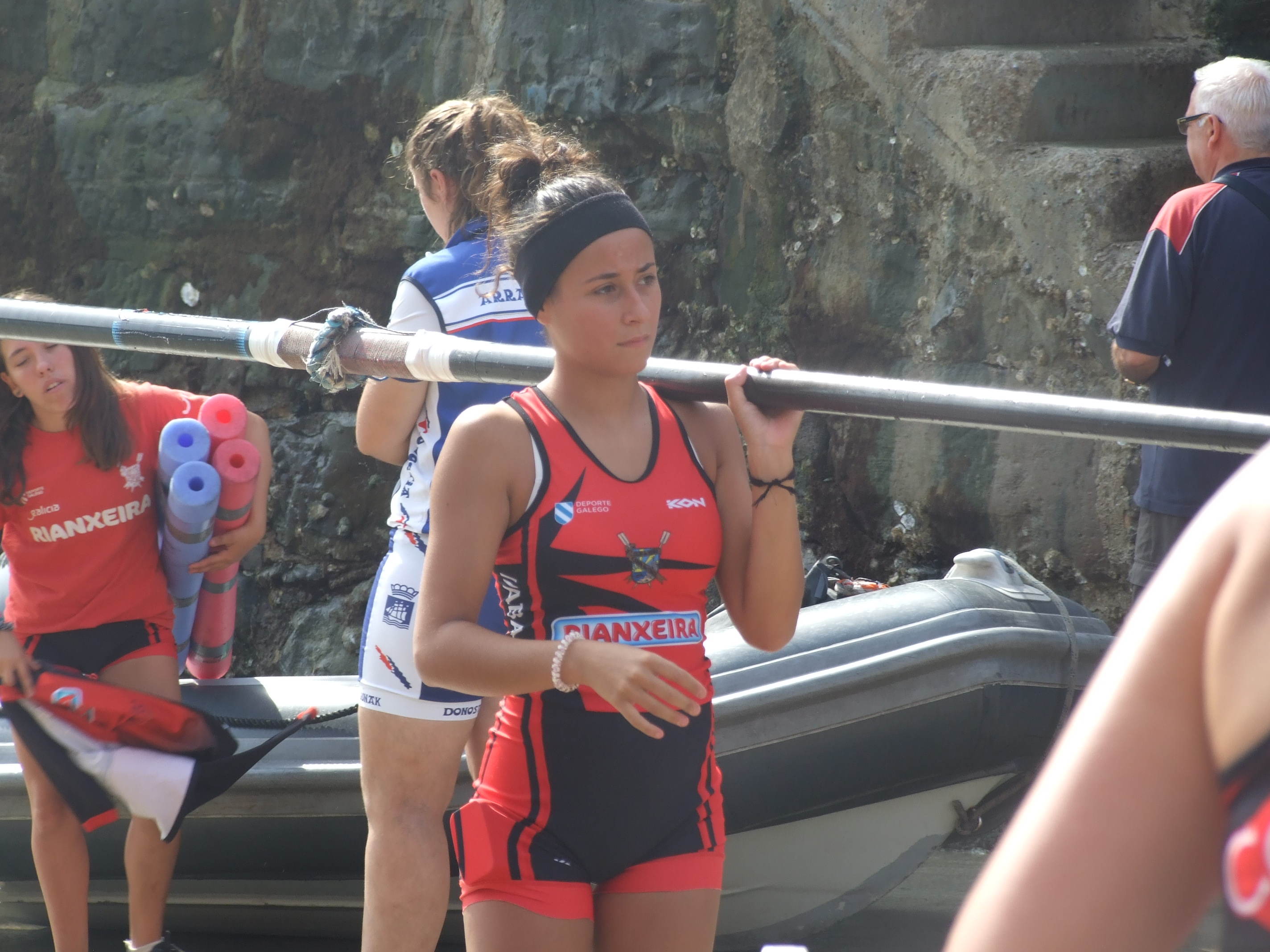
Patrona del equipo femenino en la Concha de 2016.

El Club de Remo Cabo de Cruz es un club de remo del municipio coruñés de Boiro.
Fue fundado el 9 de septiembre de 1979 y desde 1993 está convenido con el ayuntamiento de su localidad. En 2003 fue uno de los clubes fundadores de la Liga ACT en la que militó hasta su renuncia en 2009 debida a problemas con los desplazamientos compitiendo ese año en la Liga Galega de Traineras de la que se proclama campeón.

## Palmarés
- 1 Liga Galega de Traineras: 2009

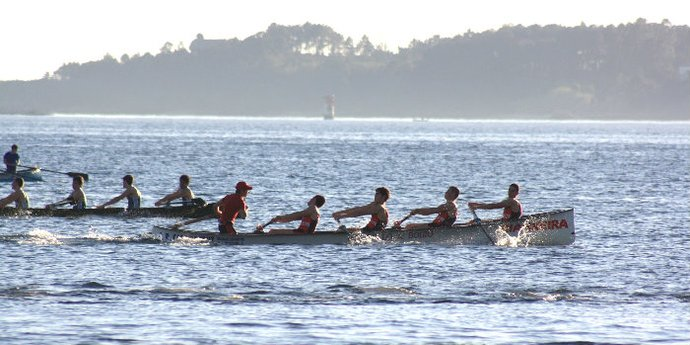
Regata en cabo

- 1 Bronce en la Liga Galega de Traineras: 2021
- 8 Campeonatos de Galicia: 2006, 2008, 2014, 2015, 2016, 2018, 2019 y 2021
- 2 Banderas Príncipe de Asturias: 2000 y 2001
- 1 Bandera de El Corte Inglés (Bilbao): 2003
- 2 Banderas de A Pobra: 2002 y 2009
- 1 Bandera Xunta de Galicia: 2005
- 1 Bandera de A Lanzada: 2005
- 1 Bandera de O Grove: 2009
- 1 Bandera Cofradía de San Telmo: 2009
- 1 Bandera de Villagarcía: 2002
- 14 Bandera de la Diputación de La Coruña: 1989, 1991, 1993, 2007, 2008, 2009, 2010, 2012, 2013, 2014, 2015, 2016, 2017, 2018, 2019 y 2021
- 2 Campeonatos Gallego de Bateles sénior: 2007 y 2009
- 1 Campeonato de España de Bateles sénior: 2014
- 3 Campeonatos Gallego de trainerillas juvenil: 2001, 2009 y 2016
- 3 Campeonatos de España de trainerillas juvenil: 2001, 2009 y 2016
- 13 Campeonatos de España: Batel 9, Trainerilla 4, Trainera 0.
- 19 Subcampeonatos de España: Batel 11, Trainerilla 4, Trainera 1.
- 24 Bronces en Campeonatos de España: Batel 14, Trainerilla 10, Trainera 0.
- 48 Campeonatos Gallegos: Batel 19, Trainerilla 15, Trainera 14.
- 6 Ligas Galegas de traineras: LGT-A 1, LGT-Fem 4, LGT-B(tripulación filial) 1.